# Noblella ritarasquinae
Noblella ritarasquinae és una espècie d'amfibi que viu a Bolívia.